# Muradnagar
Muradnagar é uma cidade  no distrito de Ghaziabad, no estado indiano de Uttar Pradesh.

## Geografia
Muradnagar está localizada a 28° 47′ N, 77° 30′ L. Tem uma altitude média de 215 metros (705 pés).

## Demografia
Segundo o censo de 2001, Muradnagar tinha uma população de 74,080 habitantes. Os indivíduos do sexo masculino constituem 53% da população e os do sexo feminino 47%. Muradnagar tem uma taxa de literacia de 53%, inferior à média nacional de 59.5%: a literacia no sexo masculino é de 61% e no sexo feminino é de 44%. Em Muradnagar, 13% da população está abaixo dos 6 anos de idade.